# Стшельце-Краеньске (гмина)
Стшельце-Краеньске (пол. Strzelce Krajeńskie) — гмина (волость) в Польше, входит как административная единица в Стшелецко-Дрезденецкий повет, Любушское воеводство. Население — 17 432 человека (на 2004 год).

## Сельские округа
1. Бобрувко
2. Броновице
3. Бжоза
4. Бушув
5. Данкув
6. Гардзко
7. Гилюв
8. Лихень
9. Липе-Гуры
10. Любич
11. Махары
12. Огарды
13. Пелице
14. Пшиленг
15. Сидлув
16. Славно
17. Сокульско
18. Стшельце-Кляшторне
19. Тучно
20. Велмин
21. Велиславице
22. Жабицко

## Прочие поселения
1. Бушевко
2. Хвытово
3. Цецежин
4. Чижево
5. Длуге
6. Гольчевице
7. Мале-Оседле
8. Огардзки-Млын
9. Пястово
10. Пеньковице
11. Пущыково
12. Сьрудлесе
13. Тученко
14. Вилянув

## Соседние гмины
1. Гмина Барлинек
2. Гмина Бежвник
3. Гмина Добегнев
4. Гмина Клодава
5. Гмина Кшенцин
6. Гмина Пелчице
7. Гмина Санток
8. Гмина Старе-Курово
9. Гмина Звежин